# 鸭池乡 (屏山县)
鸭池乡，是中华人民共和国四川省宜宾市屏山县曾经下辖的一个乡。2019年8月，撤销鸭池乡，将原鸭池乡和大乘镇三合村、马脑村所属行政区域划归屏山镇管辖。

## 行政区划
鸭池乡撤销前下辖以下地区：
屏宜村、中华村、大坝村、周家山村、隆兴村、越红村、华象村、清平村、工农村、油花村、长乐村、民乐村、白坝村、光明村、保护村和染房村。